# Kansas City-Omaha Kings 1972-1973
La stagione 1972-73 dei Kansas City-Omaha Kings fu la 24ª nella NBA per la franchigia.
I Kansas City-Omaha Kings arrivarono quarti nella Midwest Division con un record di 36-46, non qualificandosi per i play-off.

## Roster
| N° | Naz.                   | Ruolo | Sportivo        | Anno | Alt. | Peso |
| -- | ---------------------- | ----- | --------------- | ---- | ---- | ---- |
|    | Stati Uniti (bandiera) | AC    | John Block      | 1944 | 206  | 94   |
| 5  | Stati Uniti (bandiera) | GA    | Tom Van Arsdale | 1943 | 196  | 92   |
| 10 | Stati Uniti (bandiera) | G     | Nate Archibald  | 1948 | 185  | 68   |
| 15 | Stati Uniti (bandiera) | G     | John Mengelt    | 1949 | 188  | 88   |
| 15 | Stati Uniti (bandiera) | G     | Frank Schade    | 1950 | 185  | 77   |
| 18 | Stati Uniti (bandiera) | AC    | Toby Kimball    | 1942 | 198  | 100  |
| 20 | Stati Uniti (bandiera) | AC    | Johnny Green    | 1933 | 196  | 95   |
| 21 | Stati Uniti (bandiera) | A     | Don Kojis       | 1939 | 191  | 92   |
| 22 | Stati Uniti (bandiera) | GA    | Nate Williams   | 1950 | 196  | 98   |
| 23 | Stati Uniti (bandiera) | A     | Ron Riley       | 1950 | 203  | 88   |
| 24 | Stati Uniti (bandiera) | GA    | Matt Guokas     | 1944 | 196  | 79   |
| 25 | Stati Uniti (bandiera) | A     | Sam Sibert      | 1949 | 201  | 98   |
| 31 | Stati Uniti (bandiera) | GA    | Dick Gibbs      | 1948 | 196  | 95   |
| 33 | Stati Uniti (bandiera) | A     | Ken Durrett     | 1948 | 201  | 86   |
| 41 | Stati Uniti (bandiera) | AC    | Pete Cross      | 1948 | 206  | 104  |
| 43 | Stati Uniti (bandiera) | C     | Mike Ratliff    | 1951 | 208  | 104  |
| 44 | Stati Uniti (bandiera) | C     | Sam Lacey       | 1948 | 208  | 107  |

## Staff tecnico
- Allenatore: Bob Cousy
- Vice-allenatore: Draff Young